# 내서고속버스터미널
내서고속버스터미널은 경상남도 창원시 마산회원구 내서읍 중리 내서 분기점 옆에 있는 대한민국의 고속버스 중간 승하차장이다. 고속버스 전산망상의 터미널 번호는 706이다.

## 개요
2004년 8월 28일에 내서 분기점의 나들목이 개통하면서 마산고속버스터미널에서 출발하는 고속버스들이 이 나들목으로 운행하자, 내서읍 및 인근 지역에서 거주하는 주민들은 마산고속버스터미널까지 이동해 다시 내서를 지나는 불편이 발생했다. 그러자 건설교통부에서 내서 분기점을 경유하는 버스 노선들에 대해서 이 곳에 중간 승하차할 수 있도록 사업계획 변경을 인가하고, 요금은 마산고속버스터미널과 동일하게 받도록 했다. 당시 마산시에서 매표소와 정류소를 설치해 2005년 9월 10일부터 운영에 들어갔다.
개설될 당시 명칭은 내서고속버스정류장이었으며, 농수산물도매시장 남쪽 주차장 쪽에 설치되었다. 운영 당시 이용객은 주중에 약 60여명에서 주말에 약 100여명 정도였는데, 추석 시즌을 앞둔 시점에 성급하게 개설하여 많은 문제점이 발견되었다. 처음 개설될 당시 시내버스 정류장같은 시설과 컨테이너로 된 매표소가 전부였고, 교통표지판 하나 없는데다가 근처에서 그나마 가장 가까운 시내버스 정류장은 경전선 굴다리를 지나가야 나오는 동신2차아파트 정류장인지라 약 5~10분은 걸어가야 한다는 등의 불만이 제기되었다. 이후 창원시에서 여객자동차터미널 환경정비와 운영체계를 개선하기 위해 총 사업이 7억 5천만 원을 투입해 내서 분기점 요금소 바로 옆 66m2 부지에 매표실, 대기실, 화장실 등과 6면의 주차시설을 갖춘 터미널 건물을 건설해 2011년 11월 2일에 준공하였다. 이 때부터 이 곳 명칭은 내서고속버스터미널이 되었다. 그러나 마산고속버스터미널에서 출발한 일부 차량의 무정차 문제, 터미널 건물 근처에 횡단보도가 설치되어 있지 않아 무단횡단하는 문제 등이 새롭게 제기되고 있다. 이에 대해 창원시에서는 문제점을 인지하고 해결책을 모색중이라고 밝혔으며, 그 중 하나로 호계리 지역에 사는 주민들이 터미널을 안전하게 이용할 수 있게 사업비 9억원을 들여 광려천에 인도교 설치공사에 착수했으며 2015년 1월에 완공 예정이다. 현재 운영은 동양고속에서 위탁 운영하고 있다.

## 운행 노선
진해착발로 운행하는 대구행, 동서울행을 제외한 모든 노선은 마산고속버스터미널에서 출발하며, 약 5~10분 뒤 내서에 도착한다. 운행 차량들은 대개 남해고속도로제1지선을 통해서 오고간다.
| 운행 노선       | 운행업체          | 운행구간 | 운행구간 | 운행구간 | 경유지     | 배차 간격 (분) | 시간표 (마산 기준)                                            |
| --------------- | ----------------- | -------- | -------- | -------- | ---------- | -------------- | ------------------------------------------------------------- |
| 내서 ↔ 광주     | 금호고속          | 내서     | ↔        | 광주     | 무정차     | 60             | 첫차:07:05(마산 기준) 막차:20:05(마산 기준)                   |
| 내서 ↔ 대구     | 동양고속 천일고속 | 내서     | ↔        | 동대구   | 서대구     | 40             | 첫차:06:30(마산 기준) 막차:23:10(마산 기준)                   |
| 내서 ↔ 동서울   | 동양고속          | 내서     | ↔        | 동서울   | 선산휴게소 | 90             | 첫차:06:40(마산 기준) 막차:22:20(마산 기준)                   |
| 내서 ↔ 서울경부 | 동양고속 중앙고속 | 내서     | ↔        | 서울경부 | 선산휴게소 | 20~40          | 첫차:05:30(마산 기준) 막차:01:00(마산 기준)                   |
| 내서 ↔ 성남     | 동양고속 중앙고속 | 내서     | ↔        | 성남     | 선산휴게소 | 8회 9회        | 07:00, 08:45, 10:35, 12:40, 14:35, 16:35, 18:30, 20:00, 22:05 |